# St. Michaelis (Zehren)

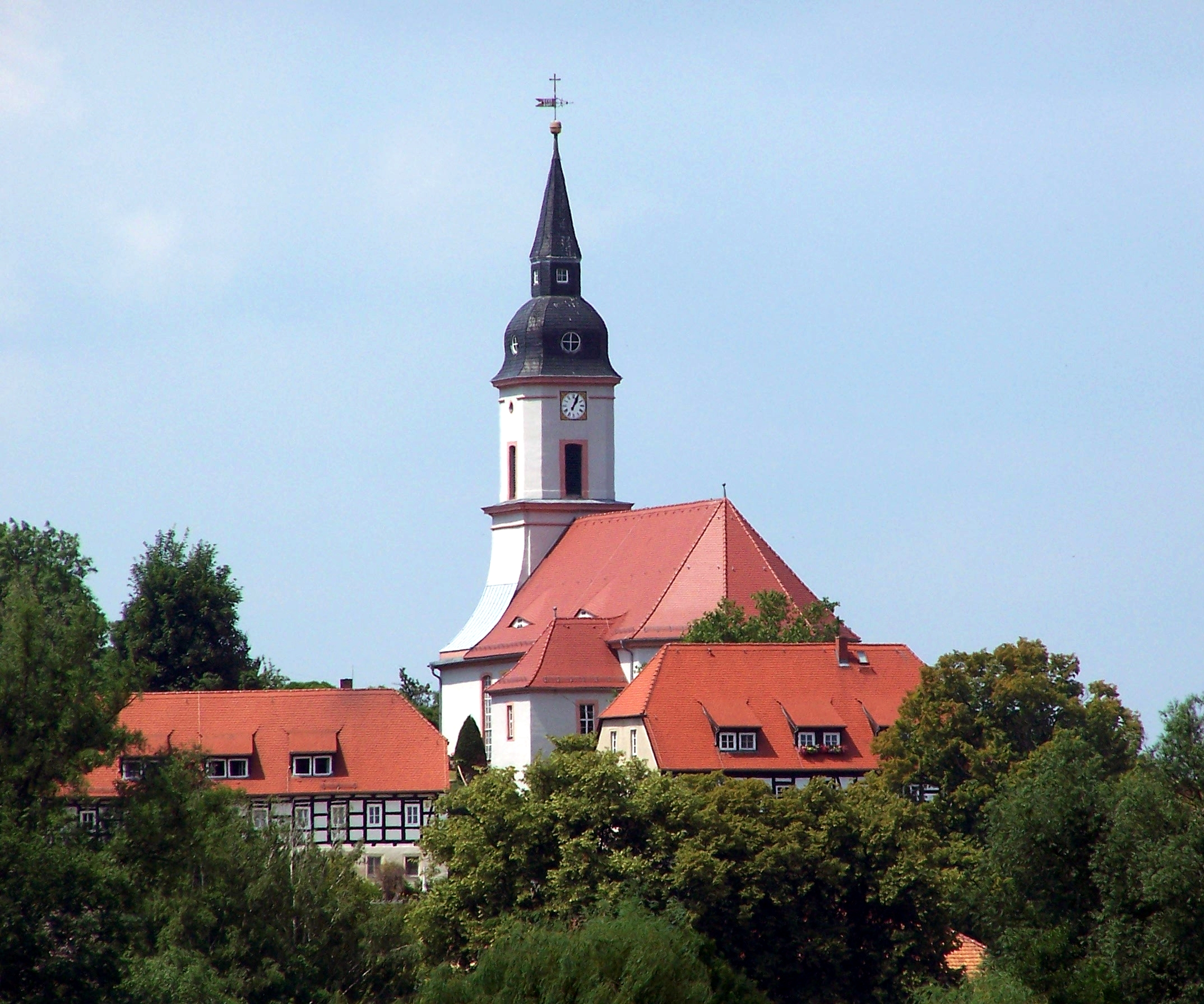
St. Michaelis Zehren

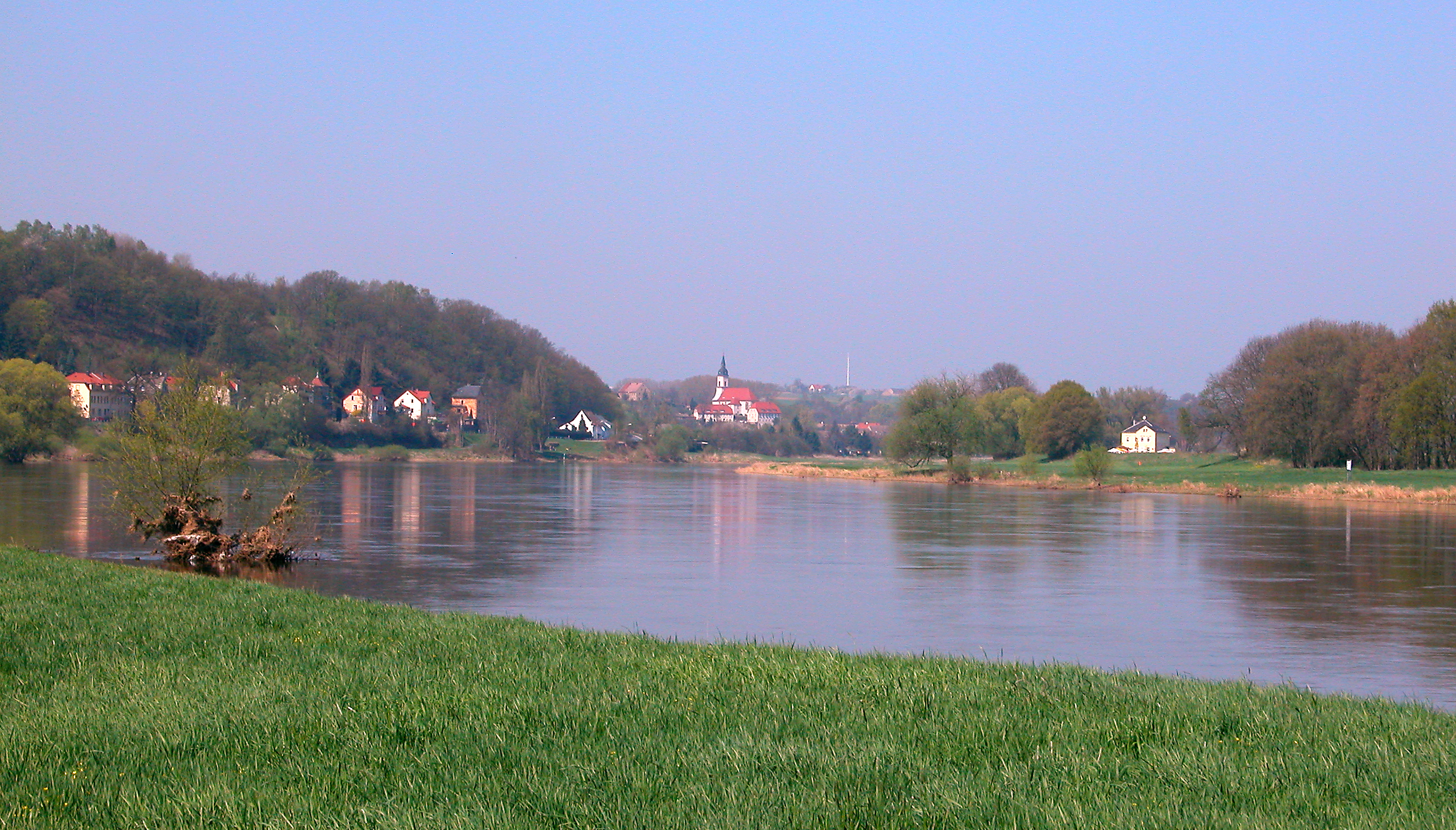
Lage der Kirche in der Elblandschaft 2009

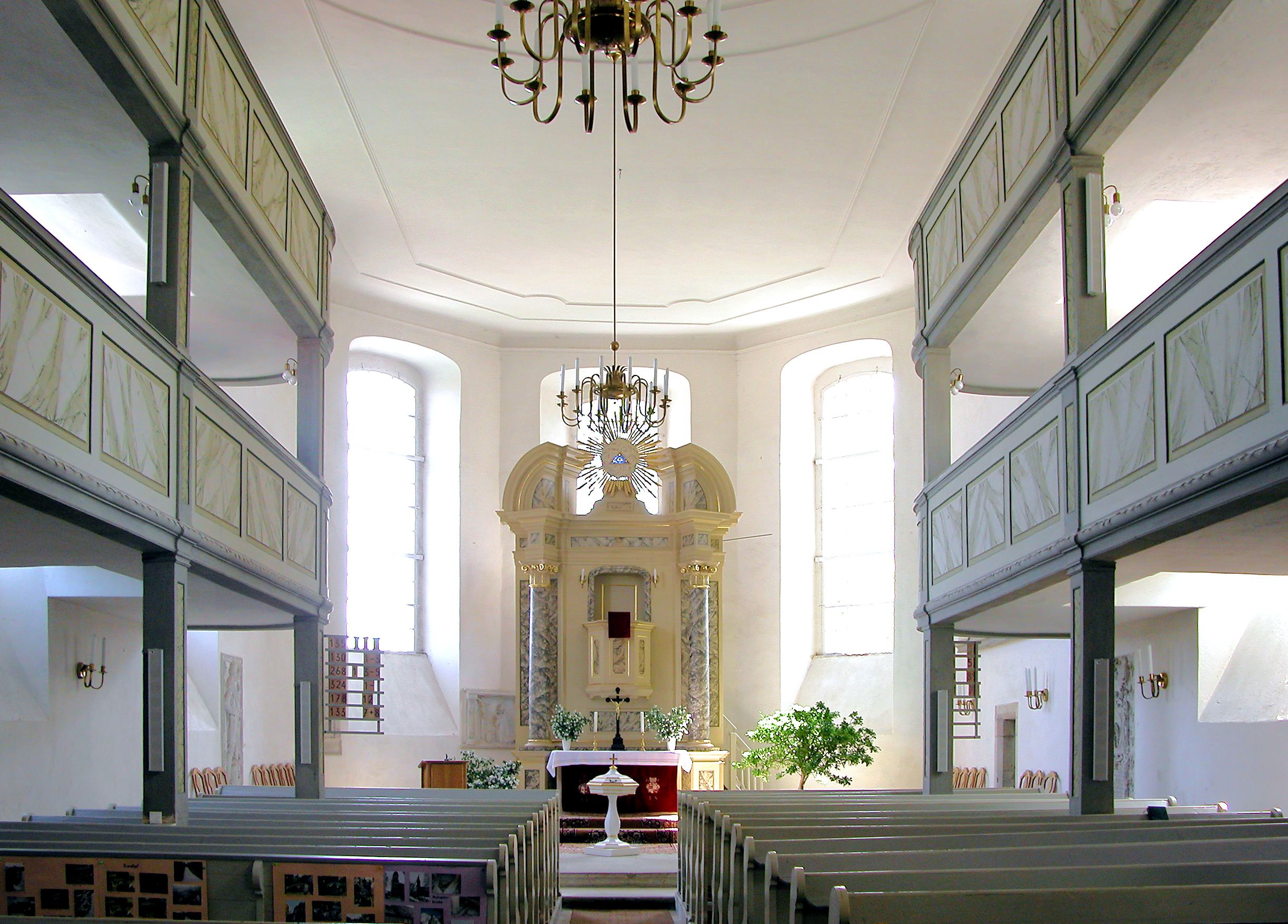
Innenansicht mit Altar 2003

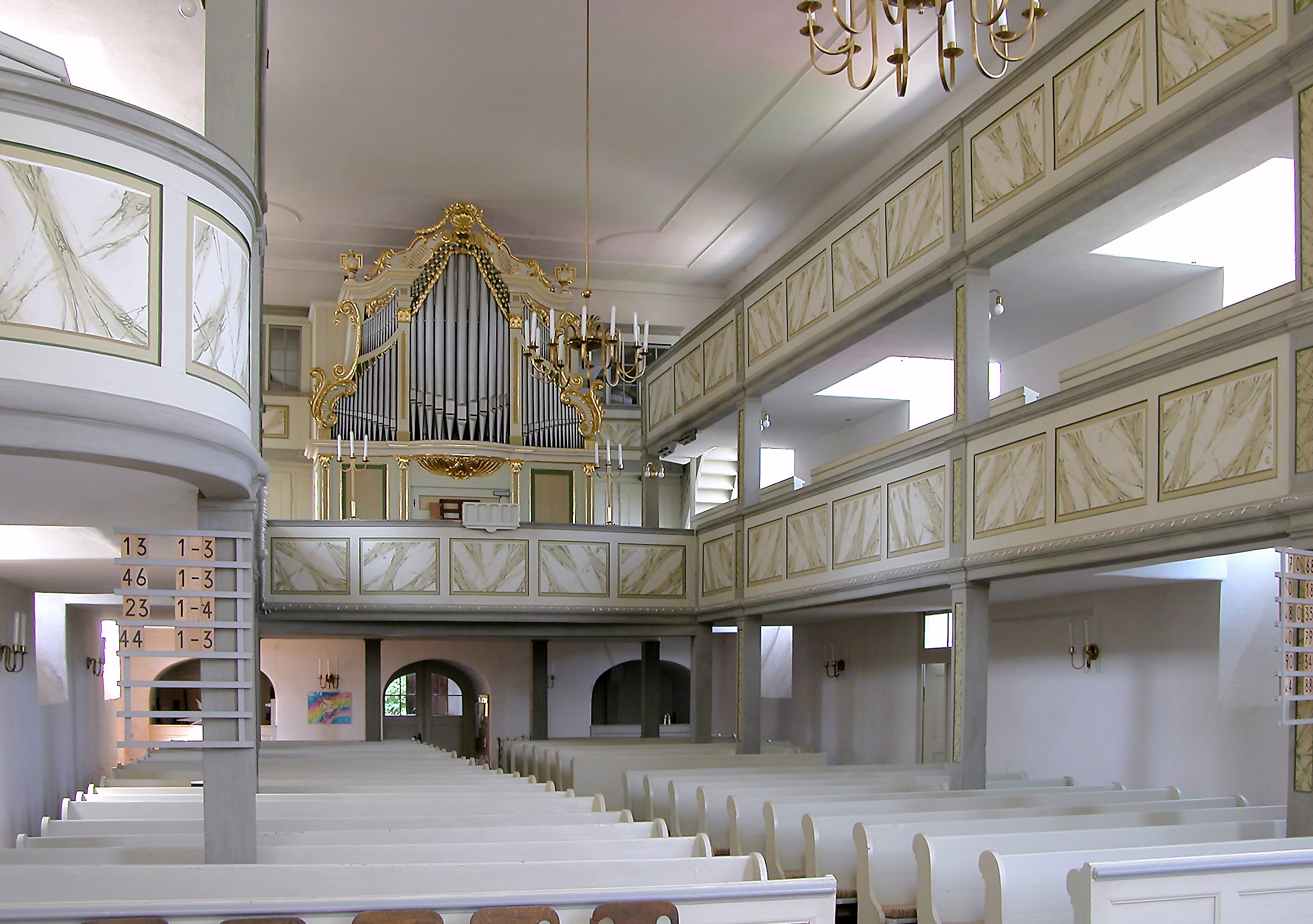
Innenansicht nach Westen mit Orgel 2003

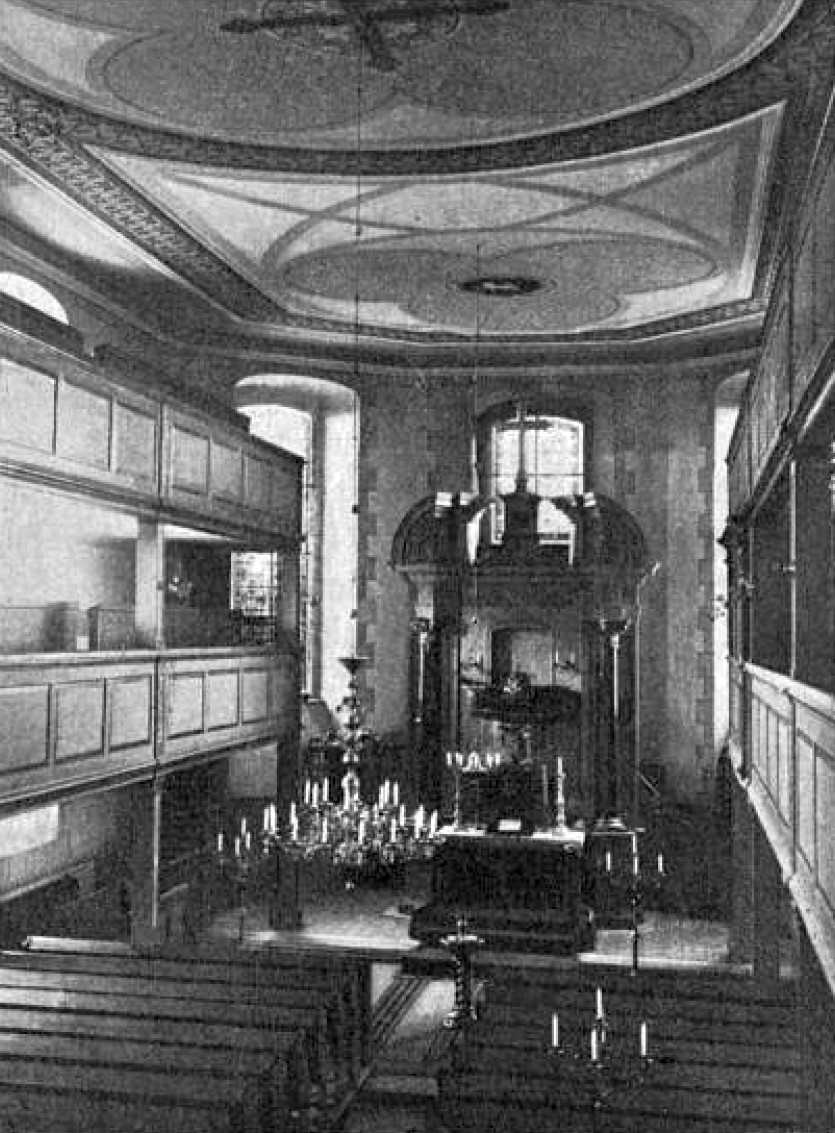
Innenansicht um 1902

Die evangelische Kirche St. Michaelis ist eine barocke Saalkirche im Ortsteil Zehren der Gemeinde Diera-Zehren im Landkreis Meißen in Sachsen. Sie gehört zur Kirchengemeinde Zehren im Kirchenbezirk Meißen-Großenhain der Evangelisch-Lutherischen Landeskirche Sachsens.

## Geschichte und Architektur
Die Pfarrkirche in Zehren liegt weithin sichtbar auf einer Anhöhe über dem im Jahr 1003 ersterwähnten Dorf und dem linken Elbufer. Das Bauwerk wurde 1756–1775 anstelle des mittelalterlichen, mehrfach erneuerten, dem heiligen Michael geweihten Vorgängerbaus als Saalbau mit einem stattlichen Westturm neu errichtet. Im Jahr 1986 wurde eine Außen- und 1988 eine Innenrestaurierung durchgeführt.
Das verputzte Bauwerk ist über einem langgezogenen Rechteckgrundriss mit Dreiachtelschluss erbaut. Korbbogige Fenster erhellen das Innere, Eingänge im Norden und Osten erschließen das Gebäude. Im Süden ist die Sakristei mit einer darüber liegenden Herrschaftsloge mit Außentreppe angeordnet. An der Westseite erhebt sich über Eingangshalle und Treppenhaus der wohlproportionierte Turm mit abgeschrägten Ecken und Anläufen, welche die Giebelseiten des Dachs überdecken und der mit Haube, Laterne und Helm mit der Jahreszahl 1775 abgeschlossen ist. 
Das Innere ist mit einer flachen Putzdecke mit Rahmenstuck abgeschlossen und wird durch zweigeschossige hölzerne Emporen im Süden und Norden eingefasst. Im Osten ist das Bauwerk konvex geschlossen, die westliche Orgelempore wurde 1913 verändert. An der Südseite des Chors ist die Loge der Patronatsherren von Schleinitz auf Schieritz mit verglaster Front angeordnet.

## Ausstattung
Der hölzerne, gelb-grau marmorierte Kanzelaltar wurde um 1775 geschaffen; der Kanzelkorb ist zwischen korinthischen Säulen vor übereck gestellten Pilastern angeordnet, den Abschluss bildet ein Segmentgiebel. Ein Kruzifix mit kniender Maria Magdalena wurde 1773 geschaffen.
An den Wänden des Altarraums sind Sandstein-Grabdenkmäler angeordnet, darunter das Denkmal des Hans von Schleinitz († 1561 ?), das den Verstorbenen im Sterbehemd kniend zeigt. Das Denkmal eines jungen knienden von Schleinitz im Mantel wurde um 1600 geschaffen, das Denkmal des Hans († 1618 ?) und der Marie († 1613 ?) von Schleinitz ist mit Reliefdarstellungen der beiden Sterbenden versehen.
Die Orgel ist ein Werk der Firma Eule Orgelbau aus dem Jahr 1913 in einem prächtigen barocken Gehäuse von 1763 mit 23 Registern auf zwei Manualen und Pedal.

## Umgebung
Auf dem Friedhof ist das Sandsteindenkmal des Johann Gottlob Voigt († 1837) mit einem kannelierten Säulenstumpf auf einem Sockel mit Inschrifttafeln und Urnenaufsatz zu finden. Das Pfarrhaus mit einem Fachwerkobergeschoss und Krüppelwalmdach ist durch ein Portal mit der Jahreszahl 1825 zugänglich. Die Nebengebäude aus Fachwerk von 1717 mit älteren Kelleranlagen wurden 1994 ausgebaut und werden als Freizeitheim genutzt. Eine barocke Hofeinfahrt mit Torbogen und einer Pforte aus Sandstein erschließt den Pfarrhof.